# NGC 81
NGC 81 (ook wel PGC 1352 of NPM1G +22.0016) is een spiraalvormig sterrenstelsel in het sterrenbeeld Andromeda.
NGC 81 werd op 15 november 1873 ontdekt door de Schotse astronoom Ralph Copeland.